# 林健久
林 健久（はやし たけひさ、1932年3月27日 - ）は、日本のマルクス経済学者、東京大学名誉教授。専門は財政学。「最後のマルクス経済学者」を自称していた。

## 略歴
1955年東京大学経済学部卒業、1960年同大学院社会科学研究科満期退学。同大学助手、1964年「明治前期の租税構造」で経済学博士。
1963年立正大学教授、1975年東京大学経済学部教授、1993年定年退官、名誉教授、流通経済大学経済学部教授、地方財政審議会会長。

## 著書

### 単著
- 『日本における租税国家の成立』 東京大学出版会 1965.3
- 『ニュー・ディールと州・地方財政』 御茶の水書房 1969.7（立正大学経済研究所研究報告）
- 『昭和財政史：終戦から講和まで　第16巻地方財政』東洋経済新報社 1978.8
- 『財政学講義』 東京大学出版会 1987.3
- 『福祉国家の財政学』 有斐閣 1992.5

### 共著
- （市川昭午）『教育財政』 東京大学出版会 1972.3（戦後日本の教育改革）
- （山崎広明・柴垣和夫）『講座帝国主義の研究 両大戦間におけるその再編成 6 日本資本主義』 青木書店 1973.6

### 共編著
- （貝塚啓明）『日本の財政』 東京大学出版会 1973.8（東京大学産業経済研究叢書）
- （武田隆夫・今井勝人）『日本財政要覧』 東京大学出版会 1977.10
- （武田隆夫）『現代日本の財政金融 1-3』 東京大学出版会 1978-86（東京大学産業経済研究叢書）
- （加藤栄一）『ドイツ財政統計1872-1913：ライヒとプロイセン』 東京大学出版会 1983.1
- （佐々木隆雄）『マルクス経済学・論理と分析』 時潮社 1985.9
- （大島通義・宮本憲一）『政府間財政関係論』 有斐閣 1989.6
- （池上惇・淡路剛久）『21世紀への政治経済学：政府の失敗と市場の失敗を超えて』 有斐閣 1991.1
- （加藤栄一）『福祉国家財政の国際比較』 東京大学出版会 1992.9
- （佐藤進）『地方財政読本』第4版 東洋経済新報社 1994.7
- （加藤栄一・金澤史男・持田信樹）『グローバル化と福祉国家財政の再編』 東京大学出版会 2004.1